# Heidenreich von Boyneburg
Heidenreich von Boyneburg (* 18. Dezember 1549 in Homberg (Ohm); † 7. September 1612) war ein hessischer Adliger, der nach seiner Verbannung aus der Landgrafschaft Hessen-Kassel in holsteinischen Dienst trat und dort Geheimer Rat und Hofmarschall wurde.
Heidenreich (auch Heiderich) stammte aus dem Adelsgeschlecht derer von Boyneburg zu Lengsfeld und war ein Enkel des hessischen Vormundschaftsregenten, Hofrichters und Statthalters an der Lahn Ludwig I. von Boyneburg zu Lengsfeld (1466–1537). Sein Vater war Ludwigs Sohn aus dessen zweiter Ehe mit Elisabeth von Meysenbug, Ludwig III. von Boyneburg-Lengsfeld († 1568), landgräflicher Amtmann in Homberg an der Ohm und Borken, der 1537 als Zweijähriger mit der Burg Altenburg bei Felsberg im heutigen Schwalm-Eder-Kreis belehnt wurde, dort allerdings nie selbst wohnte.
Heidenreich wurde Hofjunker und Rat am Hof des Landgrafen Wilhelm IV. von Hessen-Kassel und wurde nach dem Tod seines Vaters Besitzer der Altenburg und der zugehörigen Besitzungen im Raum Felsberg.
Am 20. August 1592 kam es bei einem Trinkgelage in Kassel zu einem hitzigen Streit zwischen ihm und dem befreundeten Hofjunker Friedrich von Baumbach, in dessen Verlauf Heidenreich den Freund, wohl unbeabsichtigt, mit seinem Rapier erstach. Da die Familien der beiden sich dahingehend verglichen, dass Friedrich in die zur Verteidigung gezogene Waffe Heidenreichs gerannt sei, entging Heidenreich der Todesstrafe. Er wurde wegen Totschlags zu einer zweijährigen Haft verurteilt und nach deren Abbüßung 1594 aus Hessen-Kassel verbannt. Die Altenburg und seine dortigen Güter verkaufte er an seinen jüngeren Bruder Urban.
Er ging ins Herzogtum Holstein, wo er Geheimer Rat und Hofmarschall wurde. Durch seine Heirat mit Ide von Buchwaldt († 1640), einer Tochter des holsteinisch-dänischen Gutsbesitzers und Obersten Heinrich Jesparsen von Buchwaldt (~1556–1616), erwarb er Osterrade und Blockshagen bei Rendsburg. Er starb im September 1612 auf seinem Gut Osterrade.